# De Spanjaard in Parijs
De Spanjaard in Parijs is een schilderij van de Belgische kunstschilder Henri Evenepoel, voltooid in 1899, olieverf op doek, 217 x 152 centimeter. Het toont de Spaanse kunstschilder Francisco Iturrino, met op de achtergrond Montmartre en de Moulin Rouge. Het schilderij bevindt zich in de collectie van het Museum voor Schone Kunsten te Gent.  

## Context
Evenepoel vertrekt in 1892 op twintigjarige leeftijd naar Parijs en trad daar in de leer bij Gustave Moreau, waar Henri Matisse en Georges Rouault zijn medeleerlingen waren. Hij raakte geboeid door het impressionisme, het postimpressionisme en het japonisme, maar niet minder ook door het bruisende leven in de Franse hoofdstad. Veelvuldig was hij te vinden in het uitgaansleven van Montmartre, waar hij veel van zijn schilderijen situeerde. Hij raakte er bevriend met Henri de Toulouse-Lautrec, die hem sterk beïnvloedde. Hij bewonderde Édouard Manet, Edgar Degas en James McNeill Whistler.
In het atelier van Moreau ontmoet Evenepoel ook de Spaanse kunstschilder Francisco Iturrino (1864-1923), die hij al kende van eerdere studies aan de Brusselse academie. Beiden werden vrienden en Evenepoel vereeuwigde hem als De Spanjaard in Parijs.

## Afbeelding
Iturrino poseerde voor het schilderij in het atelier van Evenepoel. Daar genomen foto’s bewijzen dat de figuur eerder werd geschilderd dan de achtergrond, die hij later toevoegde op basis van verschillende voorbereidende tekeningen, olieverfstudies en ook foto’s die hij maakte op Montmartre.
Evenepoel schildert Itturino ten voeten uit als een moderne, sombere Hidalgo-figuur met een dominerende kracht. Gehuld in een zwarte cape en zwarte hoed beeldt hij diens rijzige, monumentale gestalte levensgroot af op de drukke Place Blanche, afgescheiden van de levendige massa bij de gebouwen, met links de bekende, felrode Moulin Rouge. Het bovenste deel van zijn lichaam contrasteert met de levendige achtergrond, terwijl het benedendeel is weergegeven in een sober okergele kleur, zoals Evenepoel die na een reis naar Algerije veelvuldig was gaan gebruiken. De kleurenharmonie, de ingetogenheid en de gedurfde mise-en-place, verlenen het werk een zekere statigheid. Duidelijk herkenbaar is de invloed van de vastberaden stijl van Manet.

## Museumaankoop
De Spanjaard in Parijs werd tentoongesteld op de 'Gentse salon' van 1899, waar schrijver Emile Verhaeren het prees als een bijna volmaakt meesterwerk. Kort daarna werd het doek aangekocht door het Museum voor Schone Kunsten van Gent. Het was het enige dat Evenepoel tijdens zijn leven ooit verkocht. "Ik heb zopas mijn Iturrino voor 1000 frank aan het Museum van Gent verkocht", schreef hij aan zijn vader: "Ik had eigenlijk 1500 frank gevraagd maar ik trek het me niet aan; ik ben zeer opgetogen over deze aankoop door een museum, ik kan bijna net zo goed sterven". 
Evenepoel overleed enkele maanden nadien, op 27 december 1899, geveld door tyfus. Hij werd 27 jaar oud.